# Dipilto
Dipilto är en kommun (municipio) i Nicaragua med 6 006 invånare (2012). Den ligger i den bergiga norra delen av landet i departementet Nueva Segovia, vid gränsen mot Honduras. Dipilto var ursprungligen en gruvort, men nu är det en jordbruksbygd känd för sina kaffeodlingar.

## Geografi
Dipilto gränsar till kommunerna Mozonte i öster, Ocotal i söder, och Macuelizo i väster, samt till grannlandet Honduras i norr. Det finns inga större orter i kommunen och centralorten Dipilto har endast 181 invånare (2005).

## Historia
Dipilto grundades 1839 av folk från Honduras som flytt oroligheterna i det landet. I Dipilto fann de silver och öppnade en silvergruva. År 1844 förstördes en av de mest produktiva gruvorna av en vattenström. Befolkningen bosatte sig först i vad som nu är Dipilto Viejo, innan bosättningen flyttades till centralortens nuvarande plats. År 1851 byggdes det en kyrka på orten, finansierad av staten.
Dipilto drabbades hårt av orkanen Mitch 1998, då vattenflödet i flera av vattendragens djupa raviner låg mer än 10 meter över det normala.

## Näringsliv
Kommunens främsta näring är produktion av kaffe av en mycket hög kvalité, vilken odlas på mer än 3000 hektar. 